# Tram 11
Tram 11 ist ein kroatisches Rap-Duo aus Zagreb, bestehend aus den Rappern Nenad Šimun (Target) und Srđan Ćuk (General Woo).

## Bedeutung
Beide Rapper sind ein wichtiger Bestandteil der kroatischen Hip-Hop-Szene. Manche behaupten sogar, mit ihnen habe diese Szene begonnen. Sie gehören wie El Bahattee und Bolesna Braća (Kranke Brüder) aka. Sick Rhyme Sayazz der Blackout Crew an.

## Comeback
Am 1. April 2017 kündigte Tram 11 nach 14 Jahren der Inaktivität ein großes Comeback-Konzert an, das am 11. November 2017 im Dom Sportova stattfinden sollte.
Das Duo sorgte einige Male für Kontroversen wegen politischer Standpunkte, war lange Zeit zerstritten und hatte 17 Jahre lang keinen neuen Song veröffentlicht, kam aber wieder zusammen und kündigte an, sich an einer Anti-EURO-Kampagne zu beteiligen.

### Kontroversen über Hassreden
Im Jahr 2022, nach 22 Jahren, veröffentlichten Tram 11 ihr neues Album "Jedan i jedan" (Eins und eins) mit dem Lied "PŠK", in dem sie das in Kroatien befindliche Konzentrationslager Jasenovac als Mythos bezeichnen. Als Folge der öffentlichen Kritik nahm Menart Records das Album aus dem Vertrieb und kündigte den Vertrag.
Das Album wurde dann im Selbstverlag auf ihrem YouTube-Kanal veröffentlicht, allerdings ohne großen Erfolg.
Die Kontroverse um das Album löste Reaktionen von ehemaligen und derzeitigen Mitgliedern des kroatischen Parlaments aus.

## Weiterer Werdegang der Rapper
Seit Auflösung der Gruppe sind die beiden Rapper als Solokünstler unterwegs.
General Woo hat fünf Alben aufgenommen:
- 2002 – Takozvani (Sogenannte)
- 2005 – Baš je lijep ovaj svijet (Die Welt ist schön) – General Woo & Nered
- 2006 – Krv nije voda (Blut ist kein Wasser)
- 2011 – Verbalni Delikt
- 2014 – Pad Sistema

Target vertreibt seine Alben weitgehend selbst, weshalb er wahrscheinlich auch weniger erfolgreich war.
Er hat drei Alben aufgenommen:
- 2003 – Target MC
- 2005 – The album... nastavak (The Album...die Fortsetzung)
- 2009 – Još jedan dan u Zagrebu... (Noch ein Tag in Zagreb...)

Des Weiteren arbeiten die beiden Rapper z. T. an gemeinsamen Tracks (z. B. war Woo auf Targets 2009er Album zu hören), und sie unterstützten andere Rapper, auch außerhalb Kroatiens, z. B. serbische Künstler, wie DeNiro, Marcello, Struka etc. und bosnische Künstler, wie Edo Maajka, King Mire etc.
Im November 2017 gab das ehemalige Rap-Duo nach vielen Jahren ein Konzert in Zagreb. Dieses war nach der Ankündigung in nur wenigen Tagen ausverkauft.

## Diskografie
- 1999: Čovječe ne ljuti se
- 2000: Vrućina gradskog asfalta (HR: Silber)[10]
- 2003: Tajna Crne Kutije